# Table des caractères Unicode (1C000-1CFFF)
Cette page contient des caractères spéciaux ou non latins. S’ils s’affichent mal (▯, ?, etc.), consultez la page d’aide Unicode.
Cette page décrit la liste des caractères Unicode codés de U+1C000 à U+1CFFF en hexadécimal (114 688 à 118 783 en décimal).

## Sous-ensembles
Cette portion d'Unicode est prévue pour accueillir entre autres le proto-élamite et l’élamite linéaire.
La liste suivante montre les sous-ensembles spécifiques de cette portion d’Unicode.
| Sous-ensemble | Réservés | Réservés | Décimal | Décimal |
| Sous-ensemble | Début    | Fin      | Début   | Fin     |
| ------------- | -------- | -------- | ------- | ------- |
| —             | 1C000    | 1CFFF    | 112 128 | 118 783 |

## Liste

### Caractères de U+1C000 à U+1CFFF(réservé)
|               | 0 | 1 | 2 | 3 | 4 | 5 | 6 | 7 | 8 | 9 | A | B | C | D | E | F |
| ------------- | - | - | - | - | - | - | - | - | - | - | - | - | - | - | - | - |
| 1C00 ... 1CFF |   |   |   |   |   |   |   |   |   |   |   |   |   |   |   |   |